# Henri Stanic
Henri Braham Stanic (Jette, 18 juli 2002) is een Belgisch voetballer die sinds 2024 uitkomt voor FK Jerv.

## Carrière
Stanic ruilde in 2020 de jeugdopleiding van RSC Anderlecht voor die van Oud-Heverlee Leuven. Hier vertrok hij na twee jaar. Stanic bleef vervolgens een tijdje zonder club. In maart 2023 ondertekende hij een profcontract tot 2025 bij de Letse eersteklasser FK Liepāja. In zijn debuutseizoen, waarin hij met Liepāja vijfde op tien clubs einndigde, speelde Stanic mee in 28 van de 36 competitiewedstrijden in de Virslīga. Daarin was hij goed voor vijf doelpunten. Stanic scoorde ook eenmaal in de Beker van Letland, waarin hij het met Liepāja tot de halve finale schopte.
In februari 2024 ondertekende Stanic een contract tot 2025 bij de Noorse derdeklasser FK Jerv.

## Privé
- Stanic is de neef van profvoetballer Mario Stroeykens.[1]